# Inglis Palgrave
Robert Harry Inglis Palgrave, född 1827, död 1919, var en brittisk bankman och ekonomisk författare. han var bror till Francis Turner Palgrave och Gifford Palgrave.
Palgrave inträdde tidigt i en bankirfirma och erhöll stor förtrogenhet med finansiellt arbete, samtidigt som han genom självstudier skattade sig en god teoretisk skolning. Han var 1877-83 redaktör för The Economist. Hans mest betydande insats var som utgivare av standardverket Dictionary of political economy (3 band, 1894-99, nu utgåva av H. Higgs 1925-26).